# Grive
Le grive sono una preparazione tradizionale delle Langhe, in Piemonte. Trattasi di polpette di maiale, fegato, pangrattato, parmigiano grattugiato, tuorlo d'uovo e spezie (bacche di ginepro, sale, pepe e noce moscata) racchiuse nell'omento e fatte rosolare in padella.

## Etimologia e storia
Il termine grive, "tordi" in lingua piemontese, è un riferimento alla presenza delle bacche di ginepro, fra i cibi preferiti da quegli uccelli, che erano perciò impregnati del loro sapore. Piatto di origini povere, le grive venivano preparate durante il Seicento, ed erano considerate un alimento "di recupero" al pari del fritto misto. Con il trascorrere del tempo, le grive sono divenute sempre più saporite e ricche di ingredienti. Le grive e le simili frisse sono sempre state un piatto esclusivamente artigianale in quanto il loro sapore molto deciso non ne ha mai incoraggiato la produzione industriale. Oggi grive e frisse fungono da antipasto e sono componenti tradizionali del celebre fritto misto alla piemontese.